# Partido
Partido är en kommun i Dominikanska republiken.   Den ligger i provinsen Dajabón, i den nordvästra delen av landet, 200 km nordväst om huvudstaden Santo Domingo. Antalet invånare i kommunen är cirka 7 000.
Terrängen runt Partido är platt åt nordost, men åt sydväst är den kuperad. Runt Partido är det ganska tätbefolkat, med 52 invånare per kvadratkilometer. Närmaste större samhälle är Loma de Cabrera, 7,9 km sydväst om Partido. Trakten runt Partido består till största delen av jordbruksmark.